# Katima Mulilo
Katima Mulilo – miasto w Namibii; stolica okręgu Zambezi; 29 018 mieszkańców (2013). Przemysł spożywczy. Ośrodek separatystów chcących uniezależnić się od rządu w Windhuku.